# Pauesia abietis
Pauesia abietis är en stekelart som först beskrevs av Marshall 1896.  Pauesia abietis ingår i släktet Pauesia och familjen bracksteklar. Arten är reproducerande i Sverige. Inga underarter finns listade i Catalogue of Life.